# موج مورتون

انیمیشن یک موج مورتون که در ۶ دسامبر ۲۰۰۶ رخ داد.

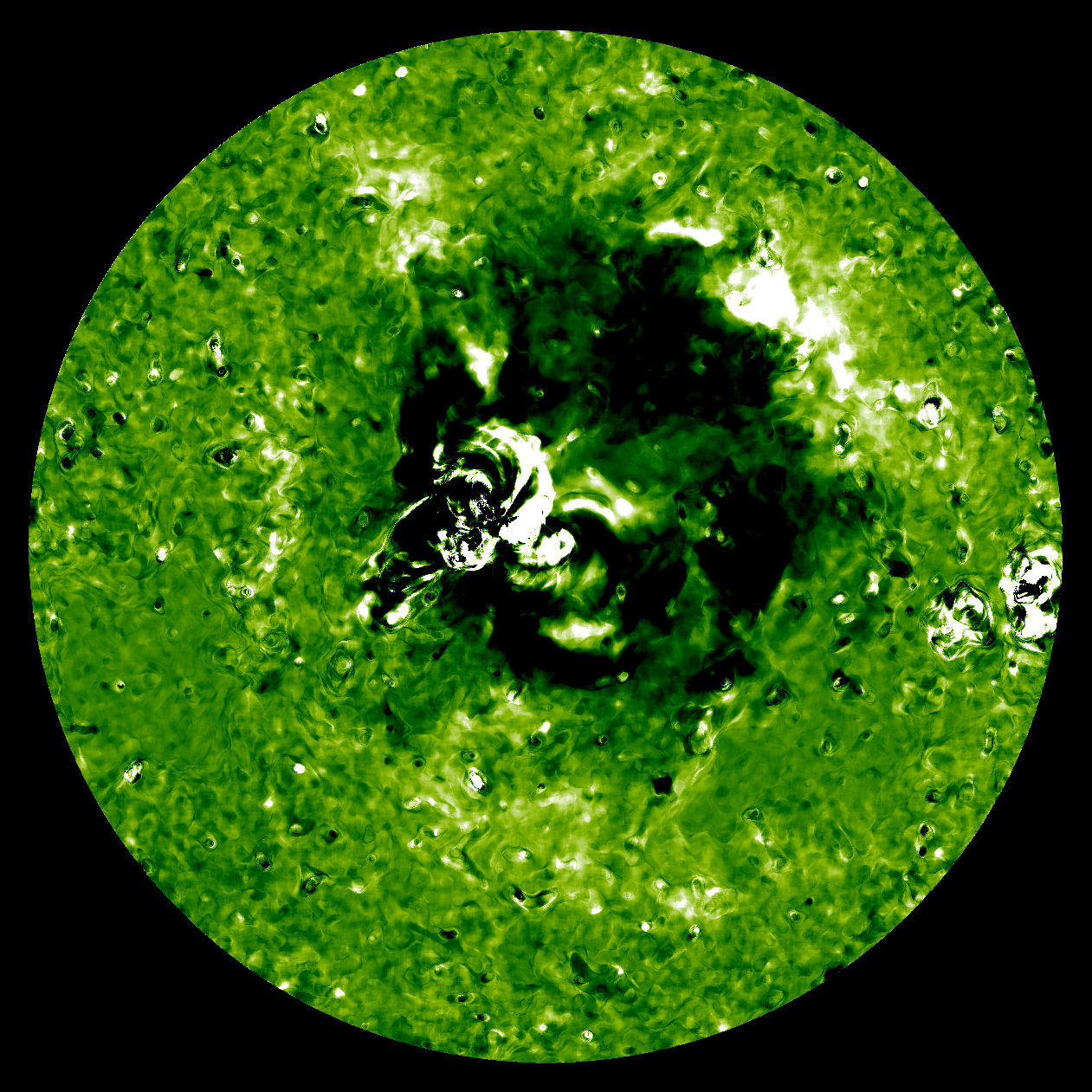
سونامی خورشیدی

موج مورتون (انگلیسی: Moreton wave) که سونامی خورشیدی و موج مورتون-رامسی (Moreton-Ramsey wave) نیز نامیده می‌شود، نشانه‌ای فام‌سپهری از یک موج ضربه‌ای بزرگ‌مقیاس در تاج ستاره‌ای خورشید است. این موج به عنوان نوعی سونامی خورشیدی توصیف شده که توسط شراره‌های خورشیدی ایجاد می‌شود. این امواج به‌نام اخترشناس آمریکایی گیل مورتون، رصدگر آزمایشگاه خورشیدی و اخترفیزیک لاکهید مارتین در بربنک، کالیفرنیا و هری ئی. رامسی که در سال ۱۹۵۹ این امواج را در رصدخانه ساکرامنتو پیک دید، نام‌گذاری شده است. وی این امواج را با تصویربرداری زمان‌گریز فام‌سپهر در نور گذار بالمر آلفا رصد کرد.
برای چندین دهه مطالعات بعدی اندکی در زمینه این امواج وجود داشت. پرتاب رصدخانه خورشیدی و هورسپهری در ۱۹۹۵، منجر به مشاهده امواج تاجی شد که باعث ایجاد امواج مورتون می‌شود و بدین ترتیب امواج مورتون دوباره به یک موضوع تحقیقاتی تبدیل شد. تلسکوپ تصویربرداری فرابنفش فرین (EIT) در رصدخانه خورشیدی و هورسپهری (SOHO) یک نوع موج دیگر به نام امواج EIT را کشف کرد. واقعیت امواج مورتون (که امواج حالت سریع مگنتوهیدرودینامیک نیز نامیده می‌شود) توسط دو فضاپیمای استریو تأیید شد. این دو کاوشگر در فوریه ۲۰۰۹ موجی به ارتفاع ۱۰۰٬۰۰۰ کیلومتر از پلاسمای داغ و مغناطیس را مشاهده کردند که همراه با خروج جرم از تاج خورشیدی با سرعت ۲۵۰ کیلومتر بر ثانیه حرکت می‌کرد.
امواج مورتون را می‌توان در درجه اول در باند Hα مشاهده کرد.